# Cavolinia inflexa
Cavolinia inflexa är en snäckart som först beskrevs av Charles Alexandre Lesueur 1813.  Cavolinia inflexa ingår i släktet Cavolinia och familjen Cavoliniidae. Inga underarter finns listade i Catalogue of Life.